# Мёрфи, Томми
Томми Мёрфи (англ. Tommy Murphy; род. 1962) — бывший североирландский профессиональный игрок в снукер.

## Биография и карьера
Родился 8 января 1962 года.
Профессионал с 1981 года. Карьера профессионального игрока длилась 13 лет.
Наивысшее достижение — выход в 1/16 Чемпионата Великобритании в 1983, 1984, 1987 и 1993 годах.
17 ноября 1987 года на Чемпионате Великобритании в матче с Томми Мёрфи Вилли Торн сделал свой единственный максимальный брейк.